# 곤트라누스 1세
군트람(Guntram, 532년 ~ 592년 1월 28일)은 프랑크 왕국 메로빙거 왕조 출신 군주로, 부르군트 왕국의 왕이었다. 사후 기독교의 성인으로 시성되어 성 군트람(Saint Guntram)으로도 부른다.